# Ensemble du Moulin de Violette
L'ensemble du Moulin de Violette est un complexe mégalithique qui était situé sur la commune de Petit-Auverné dans le département de la Loire-Atlantique. Complètement détruit, il n'en demeure que deux menhirs qui ont été redressés à proximité de leur emplacement initial.

## Découverte du site
Lorsque Pitre de Lisle du Dreneuc découvre le site en octobre 1877, celui-ci se compose d'un alignement mégalithique de sept pierres rangées et de deux tumili. L'ensemble a été édifié sur une petite colline  située à un peu moins de 60 m d'altitude qui domine un méandre du Don. L'alignement s'étire alors sur environ 30 m d'est en ouest. Il se compose :
| Dalle | Longueur | Épaisseur | Largeur | Matériau          |
| ----- | -------- | --------- | ------- | ----------------- |
| N°1   | 2,15 m   | 0,30 m    | 1,22 m  | quartz blanc      |
| N°2   | 3,34 m   |           | 1,58 m  | quartz blanc      |
| N°3   | 2,28 m   |           | 0,30 m  | quartz blanc      |
| N°4   | 4,10 m   |           | 1,40 m  | roche psammitique |
| N°5   |          |           |         | grès quartzeux    |
| N°6   | 3,10 m   |           | 1,37 m  | quartz            |
| N°7   | 3,15 m   |           | 1,34 m  | quartz            |

Le menhir N°3 est alors le seul encore debout, les autres menhirs bien que renversés sont restés alignés. Sa circonférence atteint près de 4 m. Le N°4 a été grossièrement taillé. Le N°5 est en partie enterré.
A proximité immédiate, Pitre de Lisle observe deux tumuli d'environ 2 à 3 m de hauteur sur environ 12 m de largeur à la base. Le plus à l'est a été fouillé et il en émerge de gros blocs de quartz.

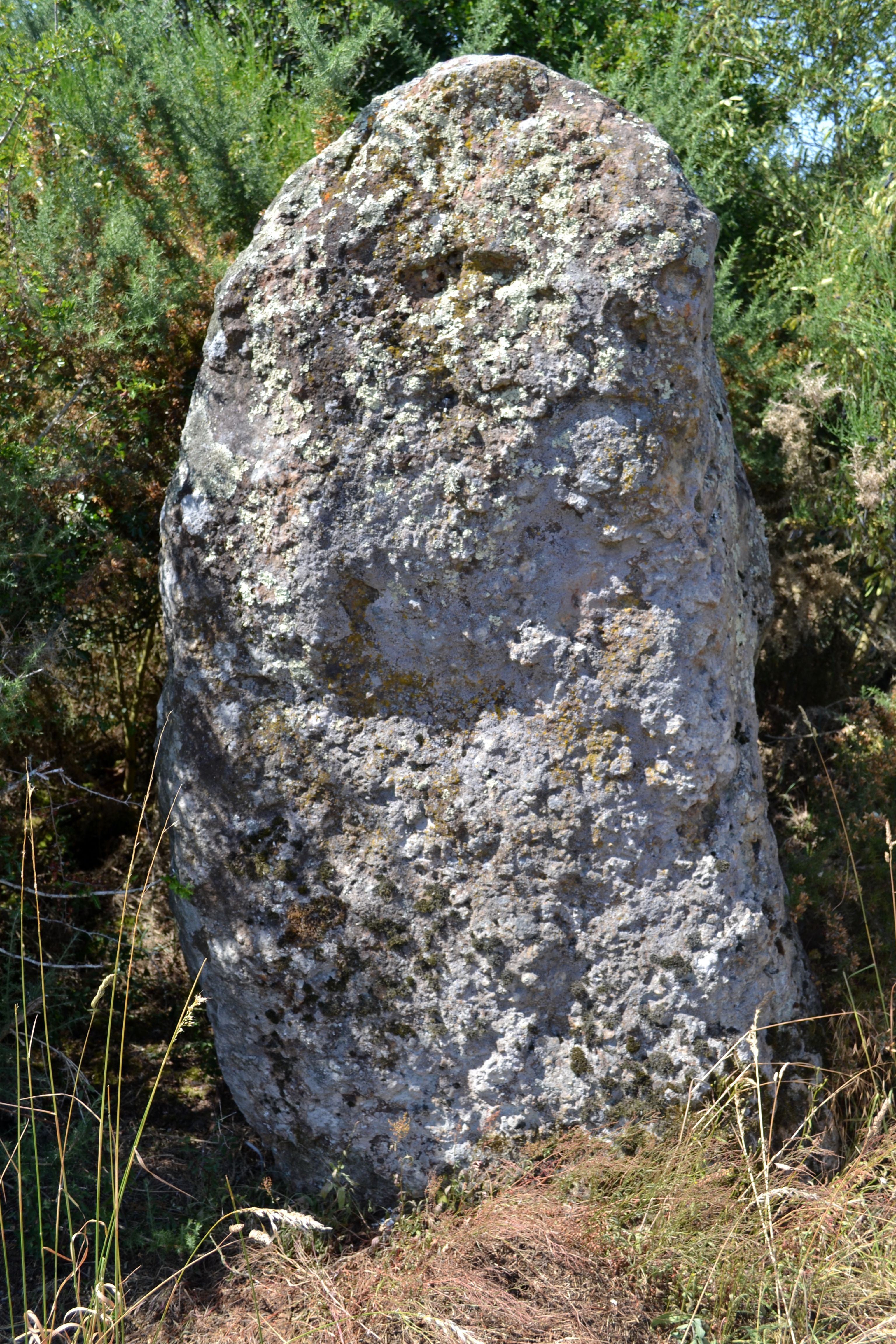
Second menhir réutilisé.

## Fouilles de Dortel
En août 1897, Alcide Dortel visite le site et identifie trois alignements, dont celui déjà mentionné par Pitre de Lisle. Un seul menhir est encore debout, beaucoup d'entre eux sont brisés.  Dortel, aidé de l'agent-voyer Pageot, entreprend alors la fouille des deux tumuli et d'un dolmen.
Le premier tumulus couvre une superficie circulaire d'environ 150 m2. Le sol a été nivelé et recouvert d'une couche de cendre sur 0,16 m d'épaisseur. Au centre de cette aire, des pierres ont été dressées pour constituer un cercle d'environ 5 m de diamètre. L'intérieur du cercle a été comblé avec des blocs en schiste de tailles diverses. L'ensemble était surmonté d'un menhir  planté au centre. Lors de la fouille, trois éclats de silex et un percuteur sont découverts au niveau de la couche de cendre et deux haches polies en diorite en périphérie du tumulus.
Le second tumulus couvrait une superficie d'environ 300 m2 pour une hauteur maximale au centre de 1,70 m. Le sol sous-jacent avait également été nivelé puis recouvert d'une première couche de graviers sur 0,18 m d'épaisseur et d'une seconde couche de cendres sur 0,35 cm. L'intérieur du tumulus comportait deux murs parallèles de faible épaisseur 0,20 m délimitant un espace central de 1,20 m de largeur dont le sol était constitué d'un fin plancher de bois. La chambre ainsi constituée était remplie rempli d'un mélange de cendres et de charbons de bois recouvert par un lit de gros blocs de quartz. Deux vases brisés de type grossier reposaient sur le plancher de bois. La couche de cendre ne contenait aucun ossement, seul un grattoir en silex y a été retrouvé. L'ensemble était recouvert d'une couche de terre de 0,30 à 0,60 m d'épaisseur.
Le dolmen avait déjà été fouillé clandestinement. Il comportait une table de couverture qui initialement reposait sur 4 piliers et ouvrait à l'ouest. Tous les blocs étaient en quartz blanc.
Toutes ces constructions ont depuis été détruites. Il n'en demeure que deux menhirs déplacés et redressés à moins d'une centaine de mètres plus au nord.